# AM-4030
AM-4030是一种有机化合物，化学式C
27H
42O
4，属于一种AM系列大麻素，可看作是HU-210的6β-取代衍生物。